# Cloud Connected
"Cloud Connected" er en single af det svenske melodiske dødsmetal-band In Flames fra deres album Reroute to Remain, som blev udgivet gennem Nuclear Blast i 2002. Singlen indeholdt også koncert bonusnummeret "Colony" og musikvideoen til "Cloud Connected."

## Spor
1. "Cloud Connected" – 3:42
2. "Colony" (live version) – 7:43
3. "Cloud Connected" (MPEG video)